# Therates gestroi
Therates gestroi (лат.) — вид жуков-скакунов рода Therates из семейства жужелицы (Carabidae).

## Распространение
Вьетнам, Лаос.

## Описание
Длина от 5,4 до 7,2 мм. Тело с металлическим блеском. От близких видов отличается сочетанием макуляции надкрылий с тонкой плечевой лункой, расширенной базальной точкой и остроугольной центральной точкой. Голова блестящая зеленовато-чёрная. Мандибулы желтоватые, зубцы по краю буроватые. Верхняя губа почти одинаковой ширины и длины, желтоватая, с 6 вершинными зубцами и одним боковым зубцом. Губные и максиллярные щупики желтоватые. Наличник голый. Лоб гладкий. Переднеспинка блестящая зеленовато-чёрная, примерно одинаковой длинны и ширины, сужена спереди и сзади. Надкрылья блестящие коричневато-чёрные с коричневато-жёлтыми отметинами. Брюшная сторона чёрная. Ноги жёлтые, голени и лапки дистально темнее. Длина эдеагуса 1,4 мм.